# 兵庫県道68号川西三田線
兵庫県道68号川西三田線（ひょうごけんどう68ごう かわにしさんだせん）は、兵庫県川西市から宝塚市北部の西谷地区を横断し三田市までつながる主要地方道（兵庫県道）である。

## 概要
1971年（昭和46年）に主要地方道指定。かつては幅員が狭い箇所も多く、大型車が通行しにくい道路であったが随時改良され、起点周辺を除いて全線2車線（一部4車線）の非常に走りやすい道路になっている。

### 路線データ
- 総延長：約16.061 km
- 起点：川西市一庫2丁目（国道173号交点）
- 終点：三田市志手原（有馬富士公園口交差点、兵庫県道37号三田後川上線交点）

## 歴史
- 1971年（昭和46年）6月26日、建設省（現・国土交通省）が主要地方道川西三田線を指定。
- 1972年（昭和47年）3月1日、兵庫県が兵庫県道68号川西三田線を認定。
- 1993年（平成5年）5月11日 - 建設省から、県道川西三田線が川西三田線として主要地方道に再指定される[1]。

## 路線状況

### 重複区間
- 兵庫県道12号川西篠山線（川辺郡猪名川町紫合北ノ町 ・紫合北ノ町交差点- 川辺郡猪名川町万善竹添・万善交差点）

### 道の駅
- 道の駅いながわ

## 地理

### 通過する自治体
- 川西市
- 川辺郡猪名川町
- 宝塚市
- 三田市

### 交差する道路
| 交差する道路                                         | 市町村名 | 市町村名 | 交差する場所          | 交差する場所                     |
| ---------------------------------------------------- | -------- | -------- | --------------------- | -------------------------------- |
| 国道173号 / 旧道                                     | 川西市   | 川西市   | 一庫（ひとくら）2丁目 | 起点                             |
| 大阪府道・兵庫県道603号能勢猪名川線                  | 川辺郡   | 猪名川町 | 紫合（ゆうだ）        | 紫合堂田（ゆうだどうでん）交差点 |
| 兵庫県道12号川西篠山線 重複区間起点                  | 川辺郡   | 猪名川町 | 紫合                  | 紫合北ノ町交差点                 |
| 兵庫県道12号川西篠山線 重複区間終点                  | 川辺郡   | 猪名川町 | 万善                  | 万善交差点                       |
| 兵庫県道33号塩瀬宝塚線                               | 宝塚市   | 宝塚市   | 下佐曽利              |                                  |
| 兵庫県道319号下佐曽利笹尾線                          | 宝塚市   | 宝塚市   | 下佐曽利              | 下野田橋前交差点                 |
| 兵庫県道37号三田後川上線 兵庫県道570号有馬富士公園線 | 三田市   | 三田市   | 志手原                | 有馬富士公園口交差点 / 終点      |

### 沿線にある施設など
- 猪名川
- 宝塚市立宝塚自然の家
- 千苅水源池
- 波豆八幡宮